# Karst von La Rochefoucauld
Der Karst von La Rochefoucauld erstreckt sich im Département Charente (Region Nouvelle-Aquitaine) über ein Gebiet von mehr als 400 Quadratkilometer. Seine Bildung erfolgte bereits ab der Unterkreide und im Verlauf des Känozoikums in Kalken des Juras.

## Etymologie
Der Karst ist nach La Rochefoucauld benannt – dem Hauptort des Pays d’Horte et Tardoire.

## Geschichte
Die Karstphänomene im Angoumois sind seit langer Zeit bekannt. Ihr wissenschaftliches Verständnis erhielt einen starken Aufschwung durch die speläologischen Untersuchungen von E.- A. Martel, der sich ihrer in den Jahren 1892 und 1900 widmete, sowie durch N. Casteret im Jahr 1936. Bereits 1932 hatte R. Mailleux und sodann 1933 der Abt P. Lescuras die Wasserverluste von Bandiat und Tardoire mit den Sources de la Touvre in Verbindung gebracht. Entscheidende Beiträge zum weiterführenden Verständnis lieferten die beiden Geographen H. Enjalbert (1947) und Y. Guillien (1955). Neuere Studien orientieren sich mittlerweile an den eigentlichen Verkarstungsprozessen endogener (so genannte Phantomisierung der Kalksedimente, d. h. deren Alteration in situ unter Beibehaltung ihres Volumens) wie exogener Natur sowie an den angesammelten Ablagerungen in endokarstischen Höhlensystemen.

## Geographie

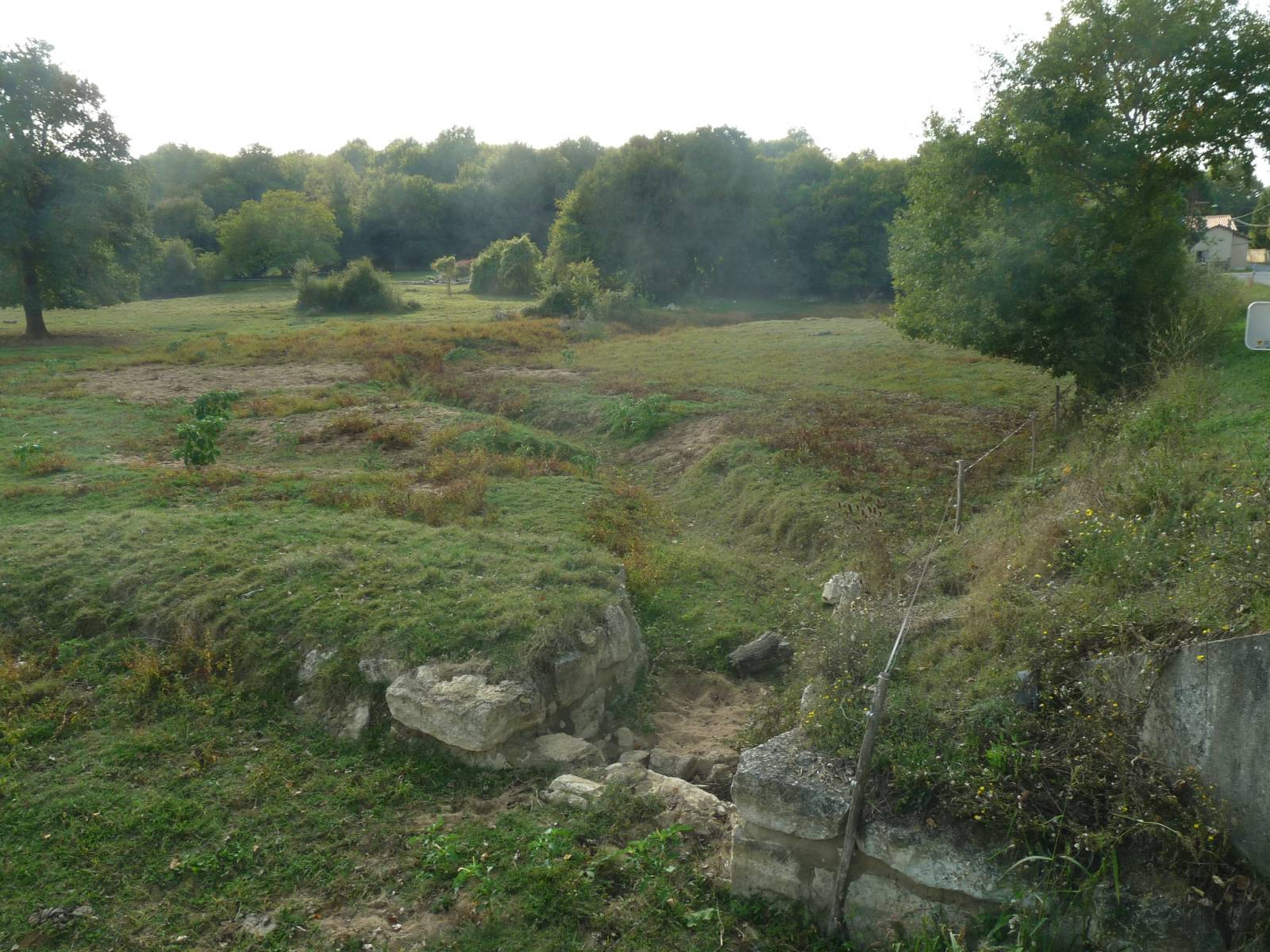
Eine der Flussschwinden des Bandiats bei Rivières

Das Karstgebiet reicht von Marthon über Montbron und La Rochefoucauld im Osten bis zur Nordnordwest-streichenden Verwerfung entlang der Échelle im Westen (8 Kilometer östlich von Angoulême). Die Nordwestspitze befindet sich bei Saint-Ciers-sur-Bonnieure. Im Norden berührt das Gebiet die Bonnieure und im Süden den Bandiat bis hin nach Javerlhac-et-la-Chapelle-Saint-Robert. Im Südwesten stößt es an die Schichtstufe des Turoniums. Das Karstgebiet hat in etwa die Form eines Parallelogramms, dessen Längserstreckung über 27 Kilometer mehr oder weniger der Nordnordwest-Richtung folgt. Die Ausdehnung in der Breite in Ost-West-Richtung beträgt 15 Kilometer.

## Hydrologie
Im Karst lassen sich drei verschiedene hydrogeologische Netzwerke unterscheiden:
- ein fossiles Netzwerk. Dieses besteht vor allem aus dem im Forêt de la Braconne gelegenen Grand fosse, einer 55 Meter tiefen Doline mit einem Durchmesser von 200 Meter.
- ein semiaktives Netzwerk. Hierzu gehört die Fosse mobile im Gemeindegebiet von Agris (ebenfalls im Forêt de la Braconne). Diese stellt das größte Höhlensystem im Karstgebiet von La Rochefoucauld dar und bildet ein unterirdisches Labyrinth von mehr als 8 Kilometer Länge. Die Grottes du Quéroy verfügen über ein fossiles als auch über ein semiaktives Netzwerk.
- ein aktives Netzwerk aus unterirdischen Wasserläufen:
  - die Flussschwinden des Bandiats und der Tardoire, teilweise auch der Bonnieure und der Échelle
  - die Karstquellen der Touvre.[8]

Die Quelle der Touvre besitzt ein durchschnittliches Auftriebsvolumen von 13 Kubikmeter in der Sekunde. Sie ist die zweitgrößte ihres Typs in ganz Frankreich und garantiert die Wasserversorgung der Stadt Angoulême.

### Flussschwinden
Im Karst von La Rochefoucauld befinden sich zahlreiche Flussschwinden. So erfährt der Bandiat bereits 3 Kilometer flussabwärts von Marthon erste, jedoch bei Chez Roby (Gemeinde Bunzac) schwere Einbußen – und dann erneut bei La Caillère. Im Sommer ist der Fluss schon ab Chez Roby trocken und erreicht nur noch bei sehr außergewöhnlichen winterlichen Hochwassern seine Mündung in die Tardoire bei Agris. Die Tardoire besitzt Flussschwinden bei Montbron, La Rochefoucauld, Agris und kurz vor Saint-Ciers. Die Bellonne, ein rechter Nebenfluss der Tardoire, versickert bereits vollständig etwa 4 Kilometer nordöstlich von La Rochefoucauld und besteht bis zur Mündung in die Tardoire nur noch als Trockental. Ein weiteres Trockental ist die nach Norden ziehende Grande Combe im Forêt de la Braconne, die linksseitig 4 Kilometer unterhalb von Agris in die Tardoire einmündet.

## Geologie

### Einführung
Das Karstgebiet von La Rochefoucauld liegt im Übergangsbereich vom kristallinen Grundgebirge des Massif Central zu flach liegenden Oberkreidesedimenten, die diskordant und transgressiv dem Jura auflagern. Das Grundgebirge steht im Horst des Massif de l’Arbre sowie unmittelbar nördlich und östlich von Montbron an. Es bildet hier einen an der Nordost-streichenden Orgedeuil-Störung gelegenen spornartigen Ausläufer, der das am weitesten westlich gelegene Vorkommen von Kristallingesteinen im Zentralmassiv darstellt. Dieser Sporn wird von recht geringmächtigem Lias (wenige Zehnermeter) diskordant überlagert (Transgression des Hettangiums).
Vom Karst betroffen werden flach liegende bis leicht nach Westen bis Südwesten einfallende Schichten (5 bis 7 Grad), die vom Bajocium (Dogger) bis hinauf ins Kimmeridgium (Oberer Jura bzw. Malm) reichen. Insbesondere in Mitleidenschaft gezogen sind die Lagen des Oxfordiums. Diese sehr kalkreichen, mittel- bis oberjurassischen Karstsedimente gehören zum Nordostrand des Aquitanischen Beckens. Wichtig für das hydrologische Verhalten des 635 bis 740 (einschließlich oberes Kimmeridgium) Meter mächtigen, wasserleitenden Schichtpakets ist seine Versiegelung im Hangenden durch wasserundurchlässige Mergel des oberen Kimmeridgiums, seine Versiegelung im Liegenden durch Tone und Mergel des Toarciums, sowie seine starke tektonische Zerklüftung durch Nordnordwest- und vor allem Nordost-streichende Störungen.

### Stratigraphie
Vom Karst betroffen sind folgende Schichtglieder (vom Hangenden zum Liegenden):
- unteres Kimmeridgium – weißer, teils sublithographischer, Lamellibranchien führender Kalk, tonreich und mergelig vor allem im Liegenden –  155 Meter
- Oxfordium – Oolithkalk, tonreich und mergelig im Liegenden, kompakt im Hangenden – 175 Meter
- Callovium – feinkörniger, tonreicher Kalk, mit Hornsteinlagen im Mittelbereich und feinkörnigem Detritus im Hangenden – 145 Meter
- Bathonium – feinkörniger, teils oolithischer Kalk – 70 Meter
- Bajocium – beiger und grauer, feinkörniger, dolomitisierter Kalk mit Hornsteinlagen zum Hangenden – 90 Meter

Das 105 Meter mächtige obere Kimmeridgium besteht aus Mergeln und tonreichen Kalken.

### Tektonik
Lias zusammen mit darüber folgendem Dogger und Malm umgürten das Grundgebirge in etwa halbkreisförmig, werden aber in ihren ursprünglichen Lagerungsverhältnissen tektonisch gestört. So haben sich zwei bedeutende Grabenstrukturen gebildet – die Nordnordost-streichende, gut 5 Kilometer breite Depression von La Rochefoucauld-Chasseneuil und der knapp 3,5 Kilometer breite Bandiatgraben von Marthon bis Nontron. Der Bandiatgraben streicht Südost (N 128) und findet weiter westwärts im Touvregraben, der bis an die Charente heranreicht, seine Fortsetzung. In Letzterem befindet sich die bereits erwähnte Karstquelle – auf nur 45 Meter Meerhöhe. Sie dient als Auffangbecken bzw. Abflussrinne der Sickerwässer des Bandiats (vorrangig) und im Sommerhalbjahr auch der anderen Wasserläufe des Karstgebiets (im Vergleich: der Bandiat fließt auf 85 Meter Meerhöhe und die Tardoire auf 88 Meter). Die an Ponoren eingedrungenen Sickerwässer folgen hierbei dem sanften Westeinfallen der Schichtung und kommunizieren mit ausreichendem Gefälle unter dem herausgehobenen Block des Forêt de la Braconne (inklusive Bois Blanc) hindurch in Richtung Touvre.

### Morphologisch-sedimentäre Entwicklung
Die sedimentäre und morphologische Entwicklung des Karsts von La Rochefoucauld kann zeitlich in fünf Abschnitte unterteilt werden:
- Transgression des Jurameers im Hettangium über variszisches Grundgebirge und Sedimentation bis zum Ende des Kimmeridgiums. Es wächst eine Kalkplattform mit hochgelegenen Schwellenbereichen heran, welche Fazieswechsel bewirken. So bestehen beispielsweise die Schwellen im Forêt de la Braconne und im Bois Blanc aus harten Riffkalken, wohingegen im westlichen und südlichen Angoumois Mergel sedimentiert werden.
- Regression in der Unterkreide und generelles Trockenfallen. Während einer Zeitdauer von 35 Millionen Jahren werden die Schwellenbereiche von einer durchdringenden Gefügeveränderung erfasst, die entlang von Diaklasen und Störungen in die Tiefe herabgreift (Präkarstifizierung). Das Riff des Bois Blanc wird angehoben.
- Erneute Transgression in der Oberkreide (ab dem Cenomanium). Das östliche Angoumois bleibt jedoch Festland. Verebnung und Alteration der Jurasedimente schreiten hier weiter fort. Es setzen die ersten Detritusschüttungen aus dem Zentralmassiv ein. Im westlichen Angoumois zieht sich das Meer ab dem Campanium/Maastrichtium vollständig zurück.
- Im Tertiär hebt sich die Sedimentplattform. Eine mächtige kontinentale Lage aus Sanden und Tonen bedeckt ab dem Eozän und während des Oligozäns den Westrand des Zentralmassivs und fossilisiert die Karstbildungen der östlichen Charente. Anmerkung: das kontinentale Tertiär wird oft dem Miozän/Pliozän zugeordnet.
- Ab dem Pliozän erfolgt sodann die Heraushebung des Zentralmassivs. Die dadurch verstärkte Erosion bedingt die Entwicklung des aktuellen Flussnetzes. Es entstehen der Paläo-Polje des Bandiats und die Paläo-Tardoire. Gleichzeitig wird der jurassische Karst exhumiert, der Tiefenkarst jedoch umgestaltet und reaktiviert.

## Photogalerie

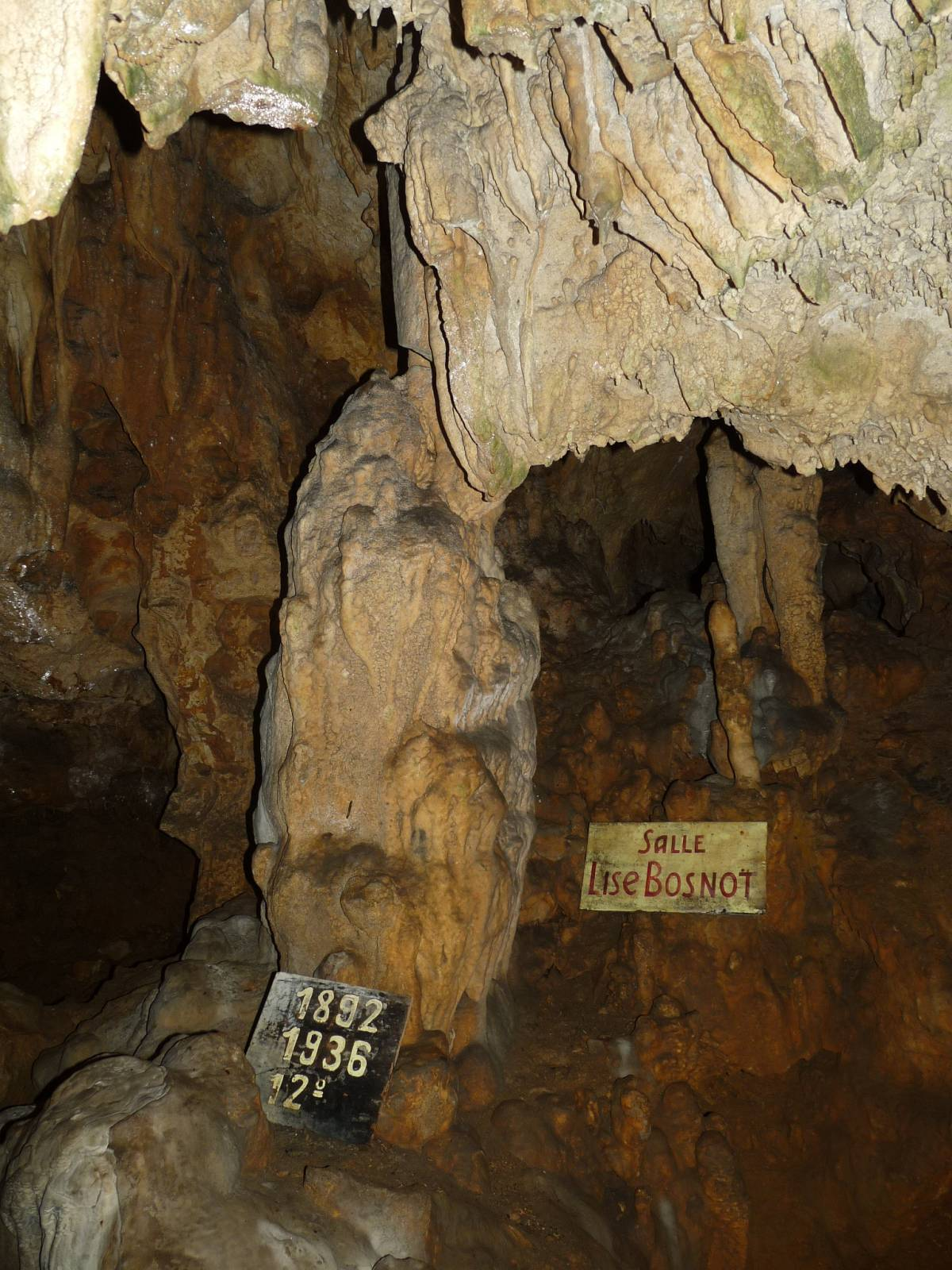
Grottes du Quéroy
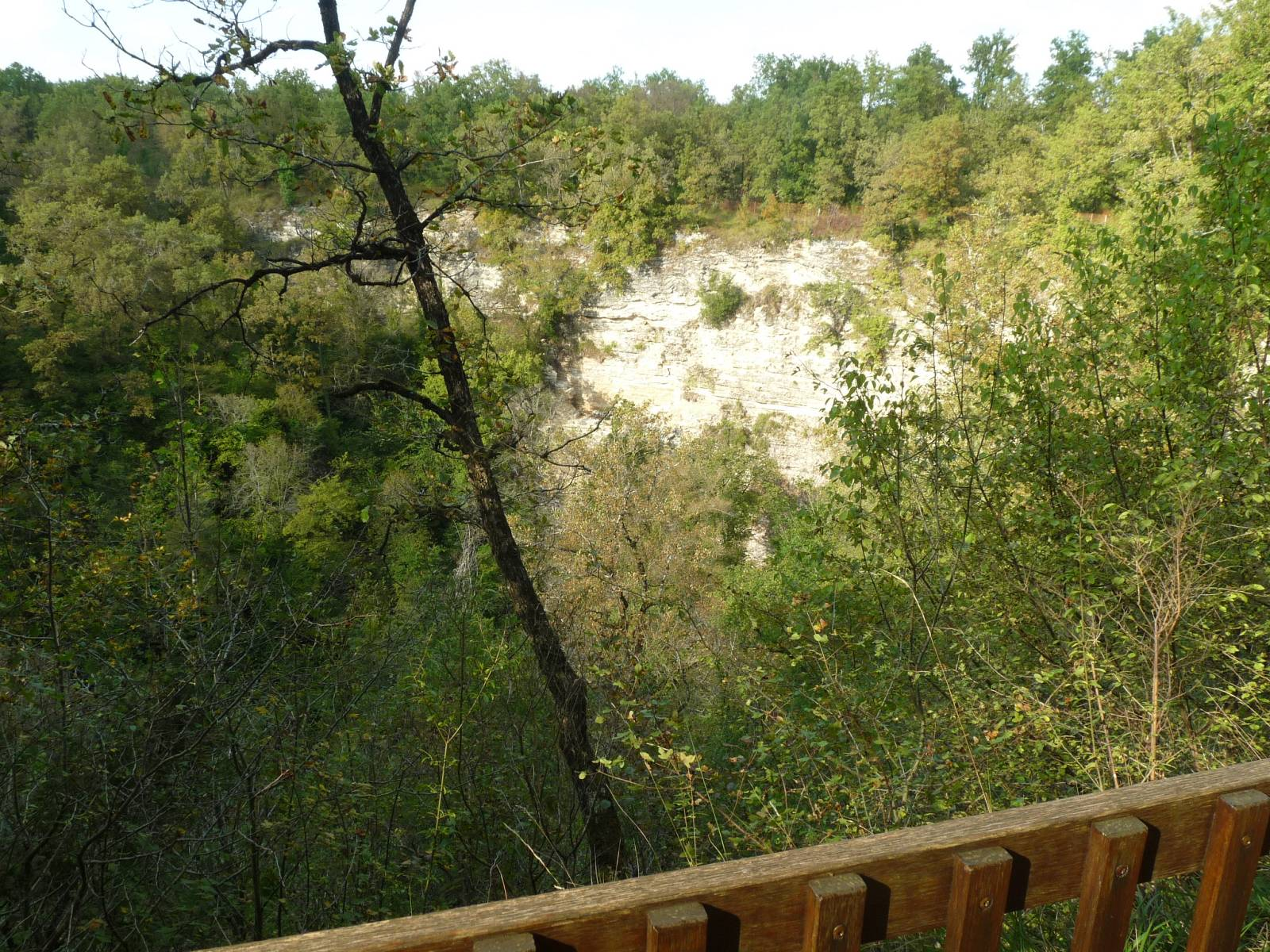
Grande fosse im Forst von Braconne
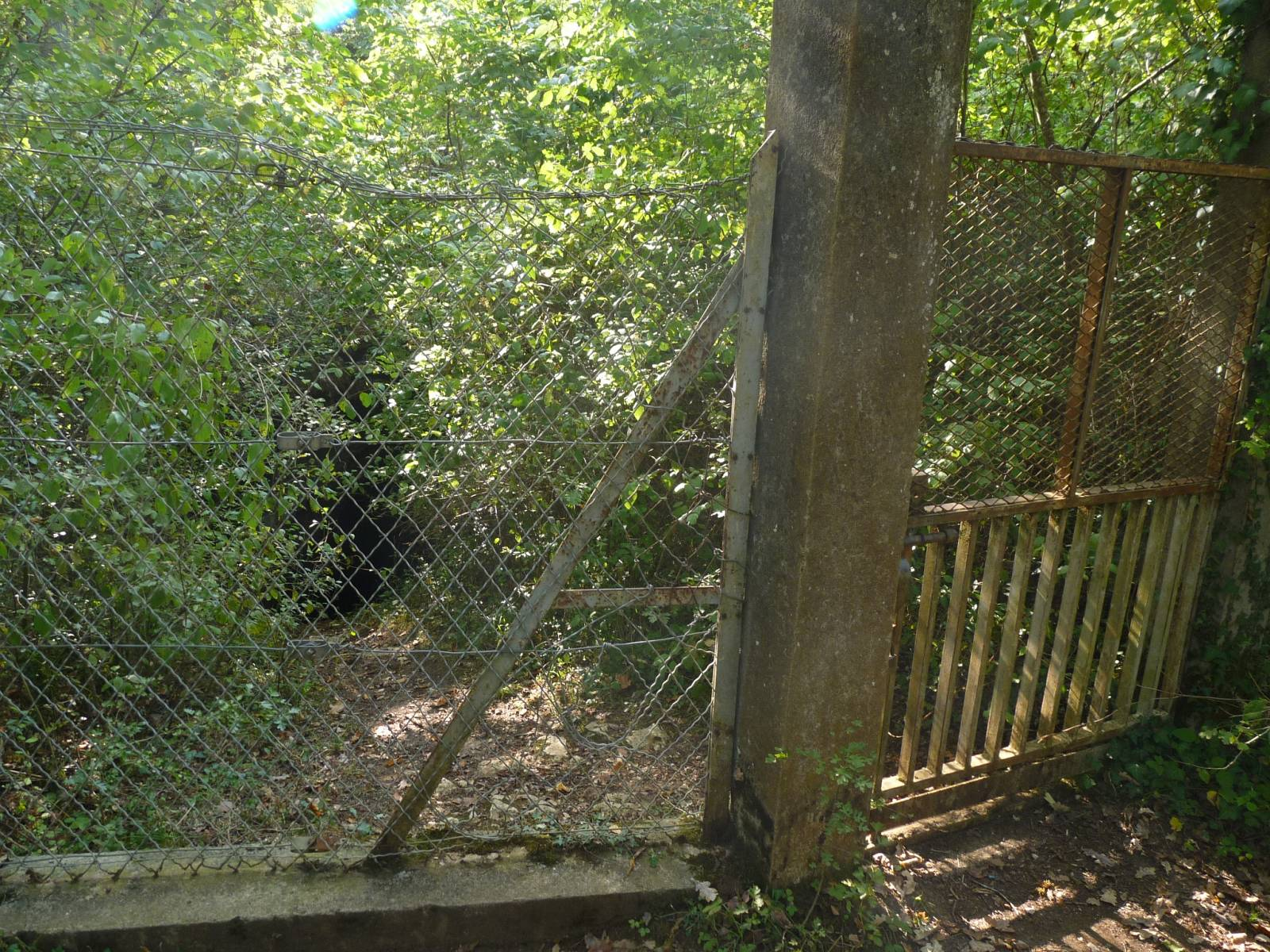
Fosse mobile im Forst von Braconne
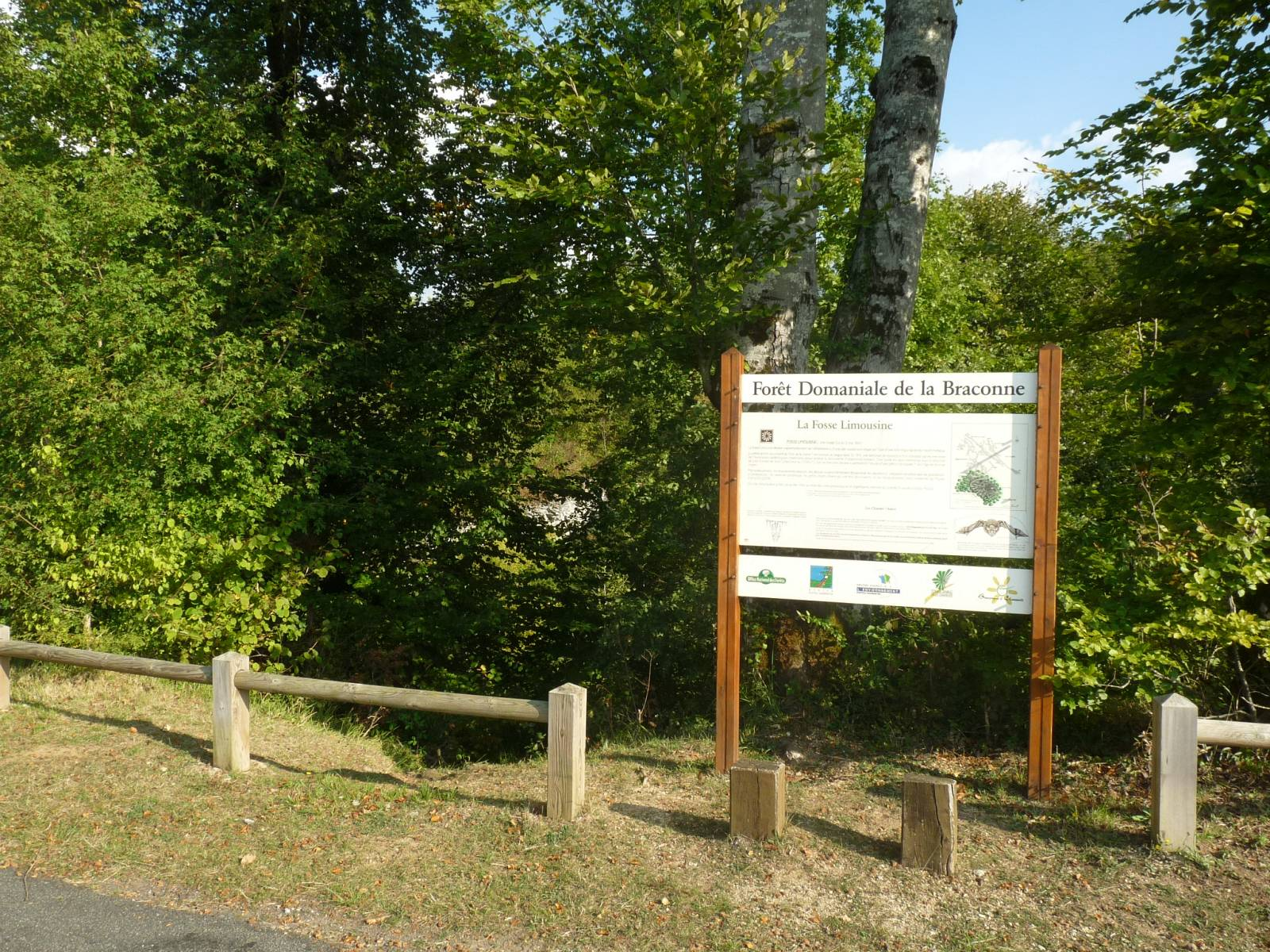
Fosse limousine im Forst von Braconne
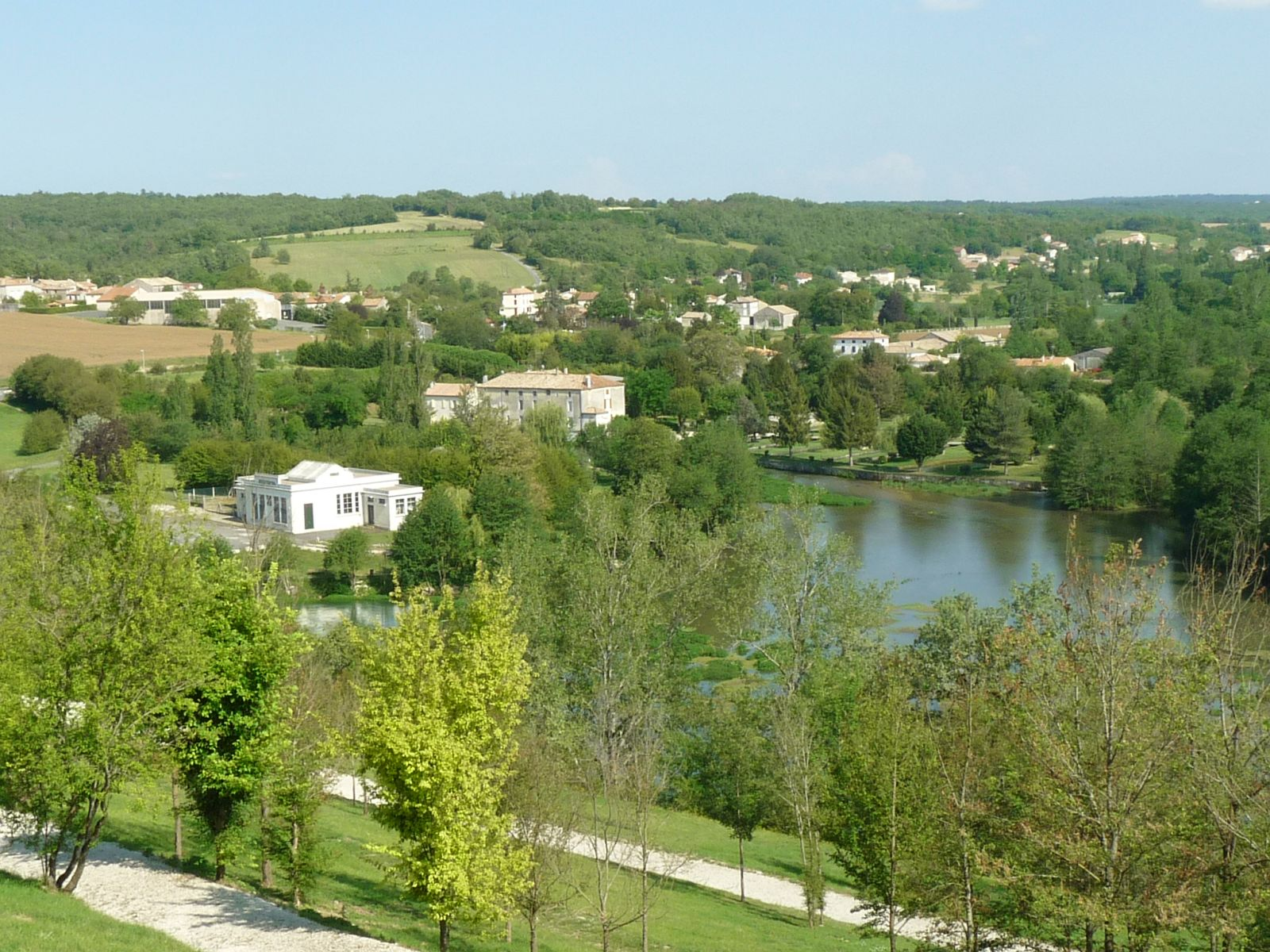
Karstquellen der Touvre
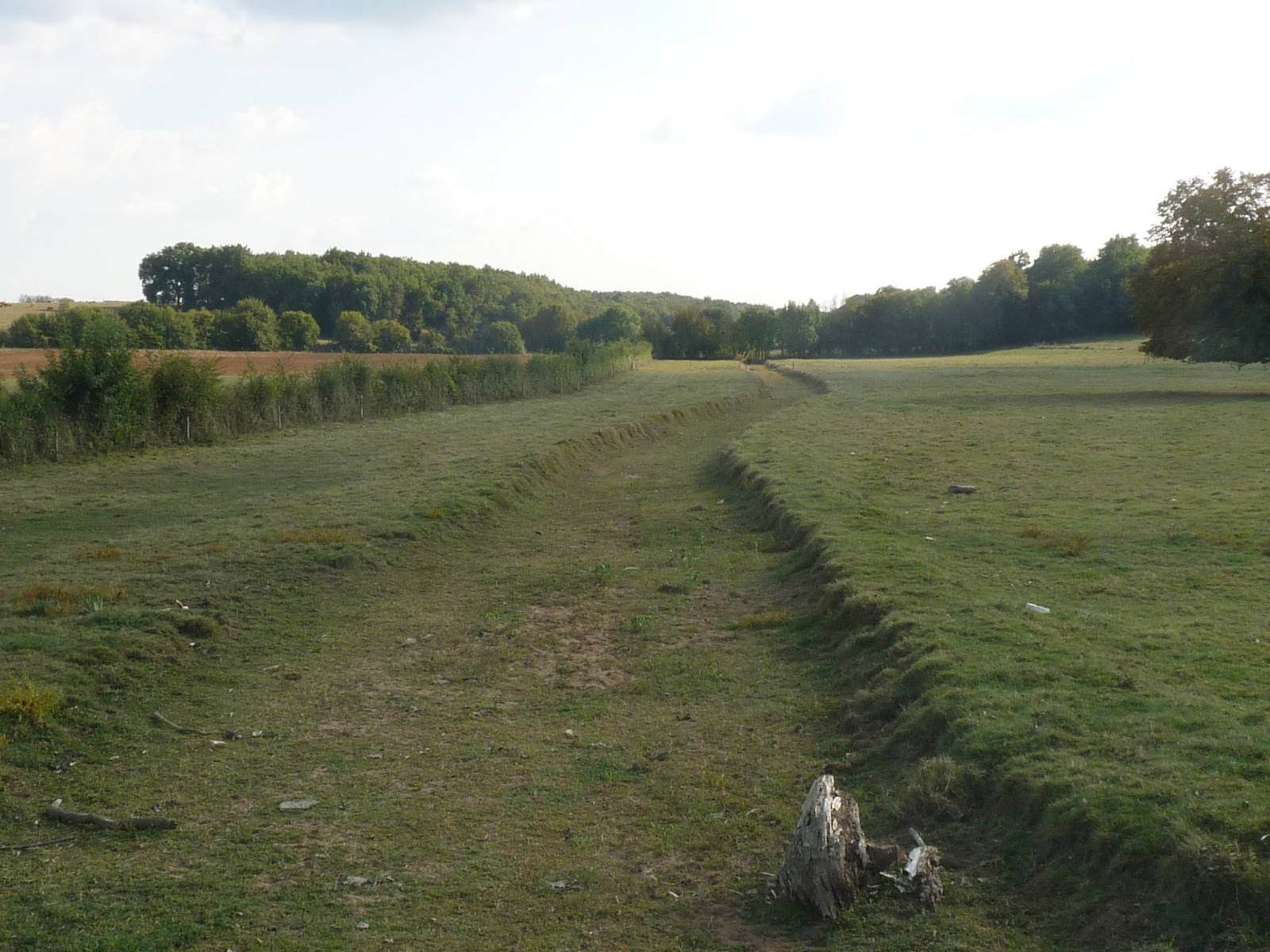
Flussbett des Bandiats bei Rivières
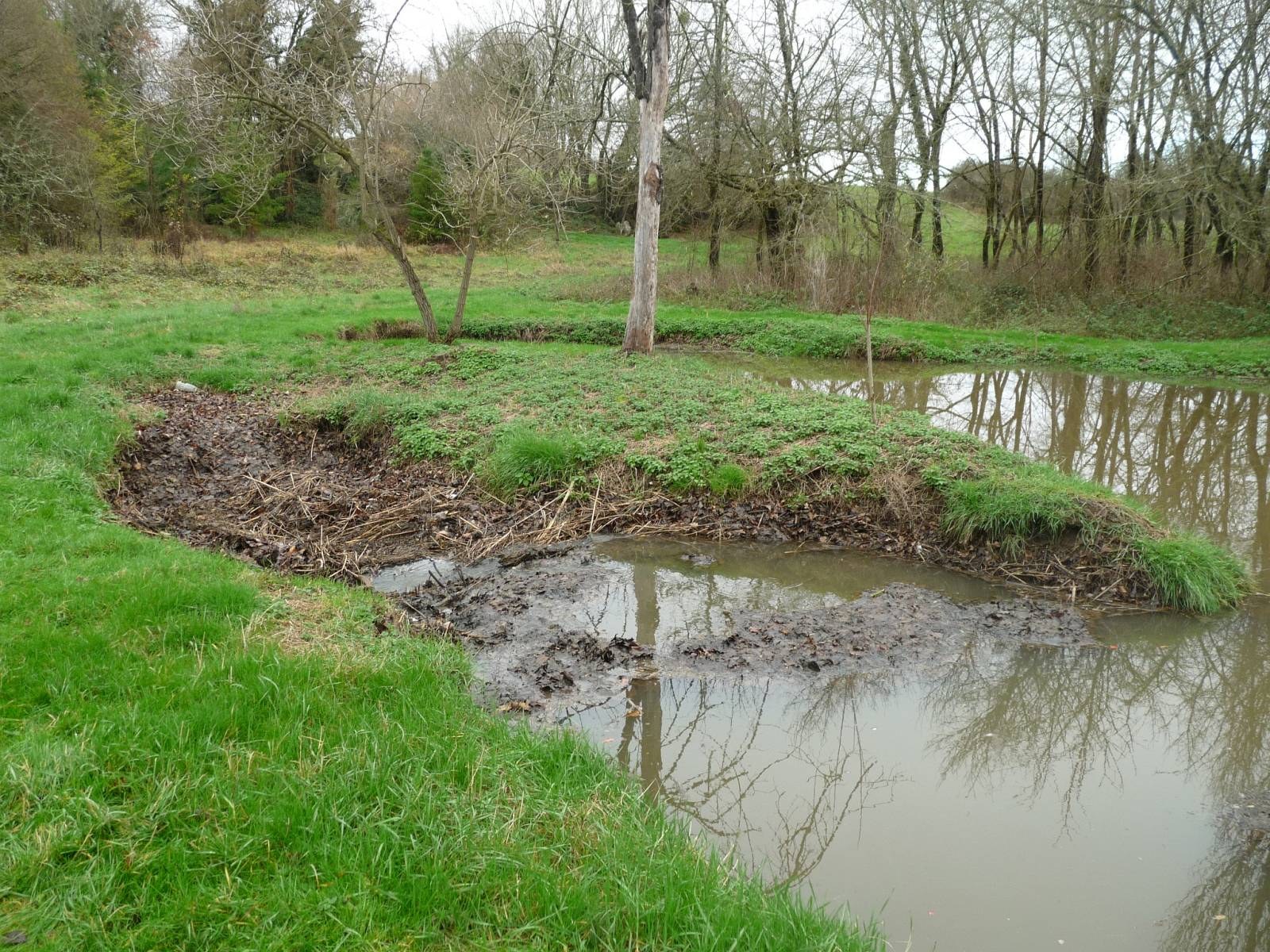
Flussschwinde des Bandiats bei Bunzac im Winter
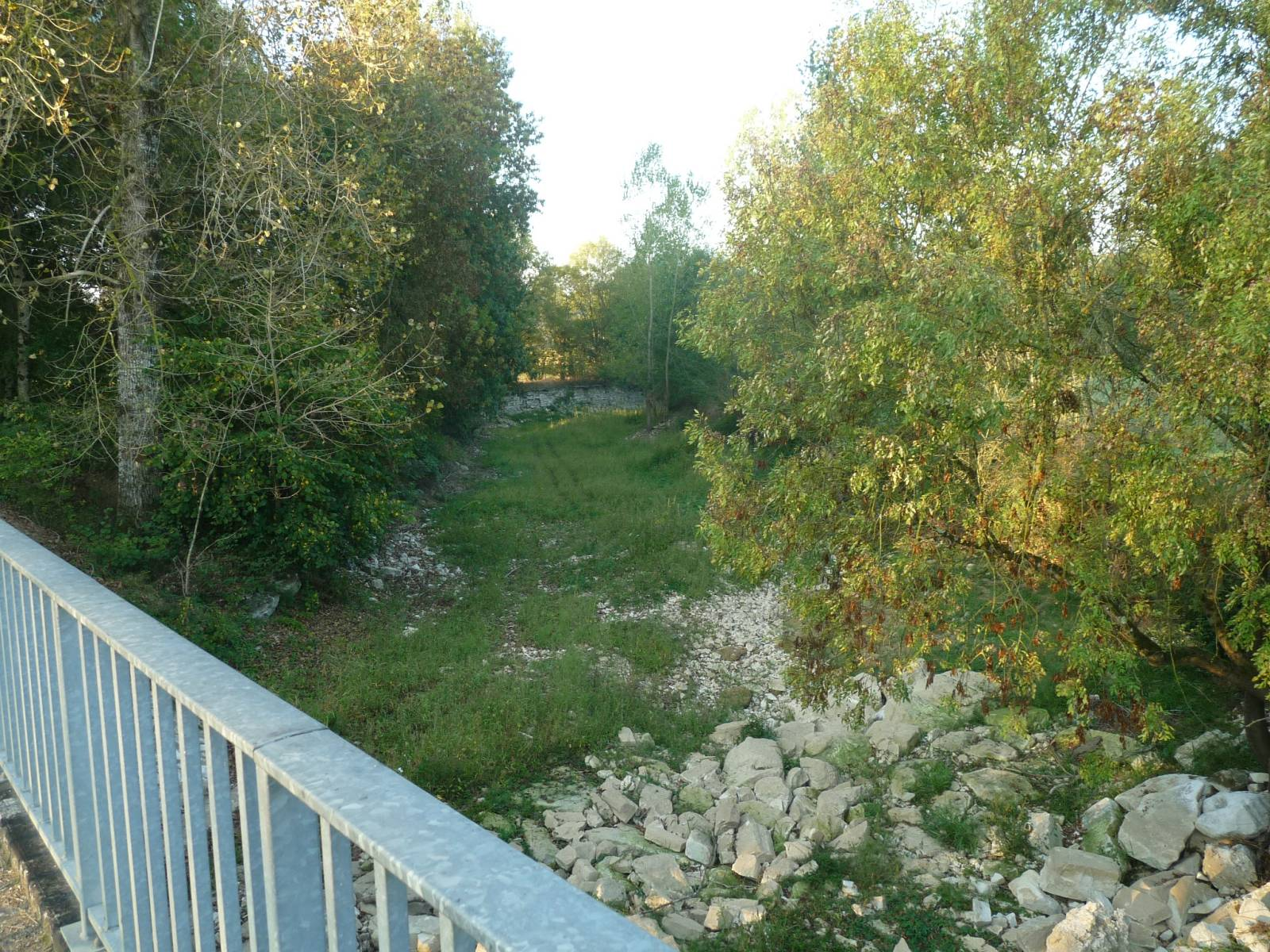
Ausgetrocknetes Flussbett der Tardoire bei La Rochette im Sommer